# 潘正煒
潘正煒（1791年—1850年），廣東十三行巨賈潘有度四子。熱衷於書畫、金石、古玩收藏，完全是讀書人的風格。1820年，潘有度病故，潘氏無人願接掌第三代行商大旗，最後由潘正煒接任，由於不熟悉商務，又不懂外語，正煒則委託別人料理行務。1842年，五口通商之後，不久同孚行停辦。
1840年中英鸦片战争爆发，英军侵入广州。他率先捐资26万银元，为当时广州捐助抗英军饷总额的八分之一。又独资购买吕宋战船一艘，捐作广州海防之用。在抗英斗争，家业惨受损失，从而赢得史册“毁家纾难”的赞誉。 
1849年，英国人拟强占广州洲头咀作租界，他与几位士绅领衔联合城郊百姓抵抗。他先后以同文行、同孚行的名义捐助社会款项达百多万两白银。 